# Rework
Rework (oder Nacharbeit; englisch rework, remedy) ist in der Produktionswirtschaft der Anglizismus für Arbeitsvorgänge, die im Produktionsprozess der Fehlerbeseitigung oder Reparatur von fehlerhaften Produkten dienen.

## Allgemeines
Der Produktionsprozess zielt in Unternehmen darauf ab, möglichst viel fehlerfreie Erstausbeute herzustellen, welche die Anforderungen des Fehlermanagements, Qualitätsmanagements und der Qualitätssicherung im Hinblick auf die ideale Produktqualität erfüllt. Nicht zur Erstausbeute gehört die Fehlproduktion, auch Ausschuss genannt. Als Ausschuss werden die Endprodukte, Bauteile, Halbfabrikate oder Zwischenprodukte bezeichnet, welche nicht die jeweils vorgegebenen Qualitätsanforderungen erfüllen.
Nacharbeiten finden mithin statt, bevor Produkte das Unternehmen über den Vertrieb verlassen. Fallen die Produktmängel erst dem Kunden auf und dieser beschwert sich oder reklamiert, so wird von Nacherfüllung (oder Nachbesserung) gesprochen.

## Arten
Beim Ausschuss wird unterschieden zwischen Produkten,
- die ohne Nacharbeiten/Reparaturen in eine niedrigere Preis- und Qualitätsstufe eingeordnet werden können (B-Ware, zweite Wahl),
- die durch Nacharbeiten/Reparaturen die vorgegebene Produktqualität erhalten,
- die selbst mit Nacharbeiten/Reparaturen nicht verkäuflich sind.

Ausschuss im engeren Sinne sind die nicht verkäuflichen Produkte. Sie werden als Schrott oder Sekundärrohstoff verkauft.
In der Massenfertigung (insbesondere Serienfertigung am Fließband) müssen fehlerhafte Produkte (so genannte Job-Stopper) aus dem Produktionsprozess herausgenommen werden, verlängern durch Nacharbeiten die Durchlaufzeit und können die Liefertreue beeinträchtigen.

## Ausschussquote
Die Ausschussquote {\displaystyle A_{q}} ist eine betriebswirtschaftliche Kennzahl, die den Anteil des Ausschusses {\displaystyle A} an der Gesamtproduktion {\displaystyle P} wiedergibt:
{\displaystyle A_{q}={\frac {A}{P}}\cdot 100}.
Je geringer die Ausschussquote ausfällt, umso höher ist die Erstausbeute und umgekehrt.

## Beispiele

### Maschinen
Bei der Überholung von Maschinen (etwa Verbrennungsmotoren) werden verschlissene Teile ausgetauscht. Dabei wird geprüft, ob diese gereinigt und wiederverwendet oder durch neue Teile ersetzt werden. Werden Bauteile in Großserien gefertigt, ist die Verwendung neuer Teile meist kostengünstiger als Nacharbeit.

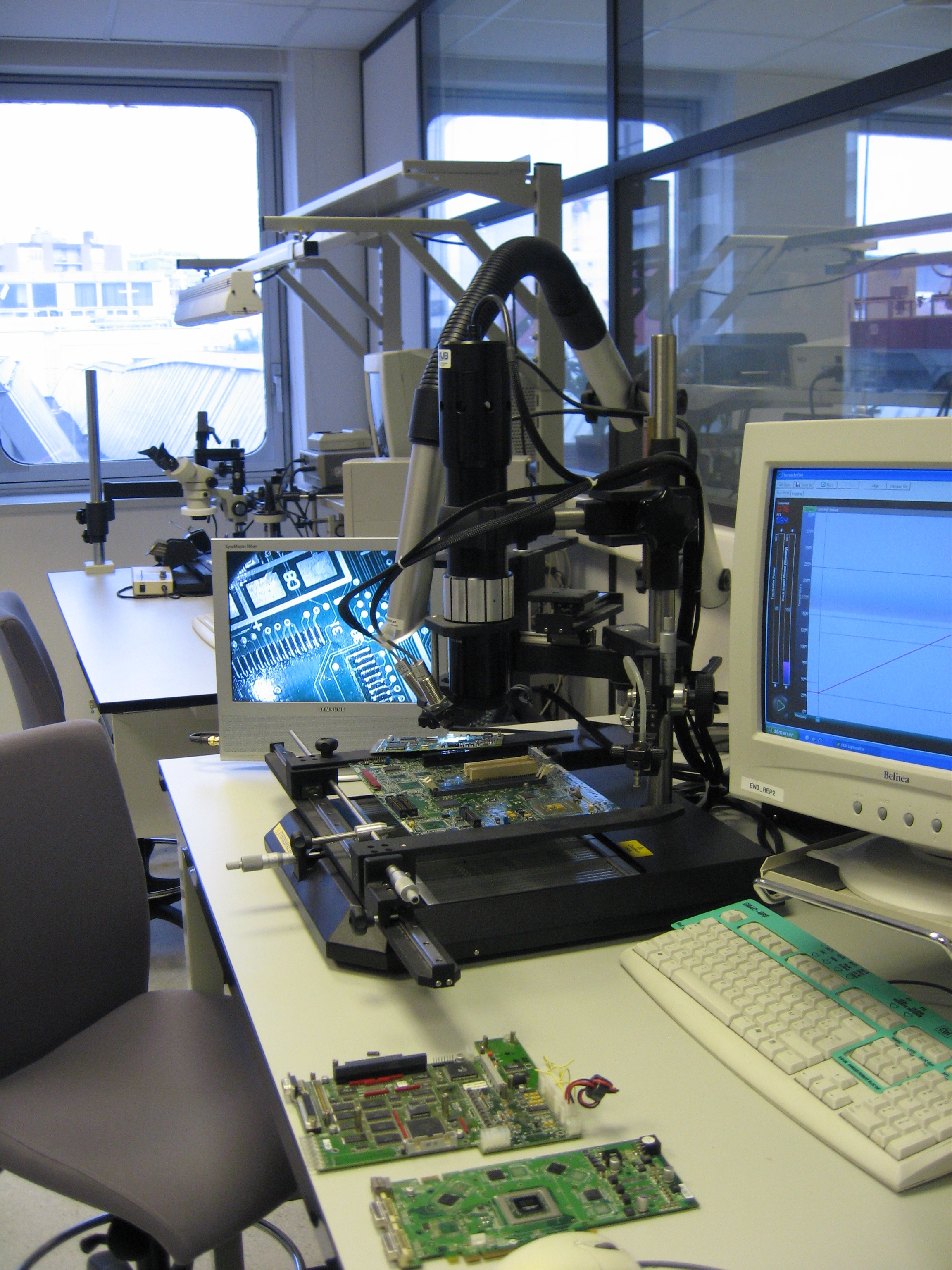
Rework-Station

### Oberflächenmontage
Hier wird die Nacharbeit oder die Reparatur von elektronischen Baugruppen (englisch printed circuit board assembly, PCBA) häufig mit dem Anglizismus Rework bezeichnet. Die verschiedenen Arbeitsprozesse verlangen zumeist technisch aufwändige Maschinen und konkretes Know-how von geschulten Mitarbeitern.
Gründe für das Rework
Bei der Baugruppenproduktion kommen verschiedene Testverfahren zum Einsatz. Hierzu zählen beispielsweise die Sichtprüfung durch Produktionsmitarbeiter, die (automatische optische Inspektion) (AOI), die automatische Röntgeninspektion, die In-Circuit-Test-Prüfung, die Funktions-Prüfung und die Hochspannungsprüfung.
Wenn durch ein Testverfahren eine fehlende oder schlechte Lötverbindung, ein fehlendes, falsch platziertes, verdrehtes oder defektes Bauelement oder eine fehlende oder defekte Schaltungsfunktion festgestellt wird, erfolgt ein Rework der Baugruppe, soweit dies wirtschaftlich sinnvoll ist. Das Rework kann in diesem Fall das Nachlöten einer Lötstelle oder den Tausch von Bauelementen umfassen.
Bei der Reparatur ist darauf zu achten, dass umliegende Bauelemente nicht aufgeschmolzen und deplatziert werden. In der Praxis des IR-Lötens geschieht dies durch Aufkleben von Schutzfolien, die bei jedem Arbeitsschritt überprüft und gegebenenfalls neu platziert werden müssen. Heißgas-Reparaturstationen bieten diese Sicherheit durch das Design der Lötdüse und die Einstellungen des Lötprofils. Des Weiteren trägt ein für die Leiterplatte optimiertes Lötprofil zur Sicherheit bei. Hier sind Systeme, die eine intelligente Heizung für Ober- und Unterhitze bereitstellen, erste Wahl. Jede unnötige thermische Belastung der Baugruppe führt zu vorzeitiger Alterung und sollte möglichst vermieden werden. Dabei sind sowohl die Zeit kurz als auch die Temperaturen nur so niedrig zu halten, wie es die Spezifikationen des Bauteilherstellers vorgeben, um das Bauelement nicht zu schädigen.

### Anwendung in der Industrie
Fachgerechtes und qualitativ hochwertiges Rework stellt die korrekte Funktion der elektronischen Baugruppen wieder her. Die Lebensdauer der bestückten Leiterplatte ist nach der richtigen Durchführung der Rework-Arbeitsschritte kaum beeinträchtigt. Deshalb ist das Rework in allen Bereichen der Elektronikindustrie weit verbreitet. Zu den Anwendern zählen Hersteller von Telekommunikationstechnik, Unterhaltungs- und Haushaltsgeräten, Industriegütern, Automobilen, Medizintechnik, Luft- und Raumfahrt und anderer Hochleistungselektronik sowie deren Dienstleistern.

## Wirtschaftliche Aspekte
Das Produktionsmanagement hat unter anderem zum Ziel, lange Rüstzeiten und Wartezeiten und unzuverlässige Produktionsprozesse mit hoher Nacharbeit zu vermindern oder zu verhindern. Im Rahmen der Computer-aided quality werden die Prüfergebnisse der kontrollierten Produkte mit den Vorgaben abgeglichen und erforderliche Nacharbeiten veranlasst; darüber hinaus erfolgt auch eine etwaige Korrektur der Produktionsprozesse. Das Zero-Base-Budgeting stellt – etwa bei der Just-in-time-Produktion – radikale Forderungen auf (unter anderem: kein Sicherheitsbestand, keine Liegezeiten, keine Kapazitäten für Nacharbeit oder lediglich ein Lieferant für bestimmte Fertigungsmaterialien).
Die Nacharbeiten verursachen Ausschusskosten, die auch als Nachkosten bezeichnet werden. Es handelt sich um Fehlerkosten als Unterart der Qualitätskosten, welche die Gesamtkosten erhöhen und die geplante Gewinnmarge schmälern. In der Kostenrechnung sind die Nachkosten wie die Ausschusskosten zu behandeln und werden im Wege der Umlage auf die Kostenstellen und Kostenträger oder Profitcenter verteilt.
Im Produktionsprozess führen Nacharbeiten entweder dazu, dass die fehlerhaften Produkte fehlerfrei werden oder sie bleiben fehlerhaft und werden Ausschuss genannt.
Die Gewährleistung verkaufter fehlerhafter Produkte umfasst auch kostenlose Nachbesserungen durch den Hersteller (insbesondere im Automobilbau, Bauwesen und Maschinenbau).